# Stijf hardgras
Stijf hardgras (Catapodium rigidum) is een eenjarige plant die behoort tot de grassenfamilie. In Nederland is de plant vanaf 1 januari 2017 niet meer wettelijk beschermd. De soort staat op de Nederlandse Rode lijst van planten als zeldzaam en stabiel of toegenomen. Stijf hardgras komt voor in Europa, West-Azië en Noord- en Zuid-Afrika. Verder komt de soort voor in Australië, Nieuw-Zeeland, de Verenigde Staten, Zuid-Amerika en de Caribische eilanden. Het aantal chromosomen 2n = 14.
De plant wordt 2-25 cm hoog. De vertakte stengels zijn aan de voet geknikt of ze zijn bijna liggend en hebben twee tot vijf knopen.
Het vlakke blad is kaal en aan de randen ruw. De bladschijf is 1-8 cm lang en 0,5-2 mm breed. De bladscheden zijn glad. Het ingescheurde tongetje is 1-3 mm lang.
Stijf hardgras bloeit van mei tot en met juli. De 2-8 cm lange en 2,5 brede bloeiwijze is een pluim met tot voorbij het midden van de bloeiwijze iets uitstaande zijtakken. Het 1,5 mm lang gesteelde, lijn-lancetvormige aartje is 4-7 mm lang. De aartjes hebben vier tot tien bloemen Het onderste, een- tot drienervige  kelkkafje is 1-2 mm lang en het drienervige bovenste is 1,5-2,5 mm lang. Het onderste, drienervige kroonkafje (lemma) is 3,1 mm lang en heeft vaak een korte kafnaald. Het tweenervige, lancetvormige, bovenste kroonkafje (palea) is 2-2,5 mm lang met aan de kiel korte stekelhaartjes. De bleke helmknoppen zijn 0,3-0,6 mm lang.
De 1,6-1,8 mm lange, gladde, smal-elliptische vrucht, zaad genoemd, is een graanvrucht.

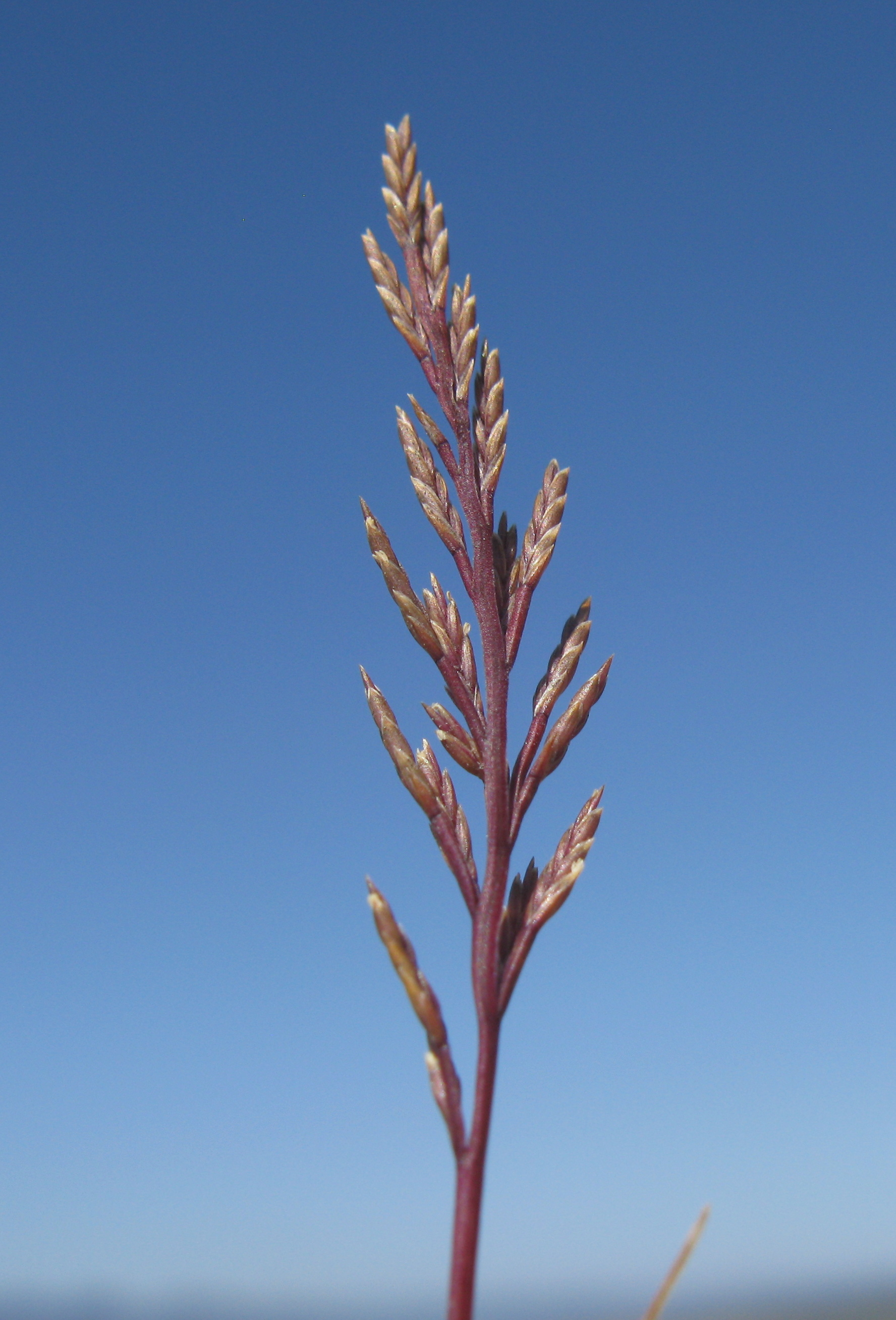
Bloeiwijze
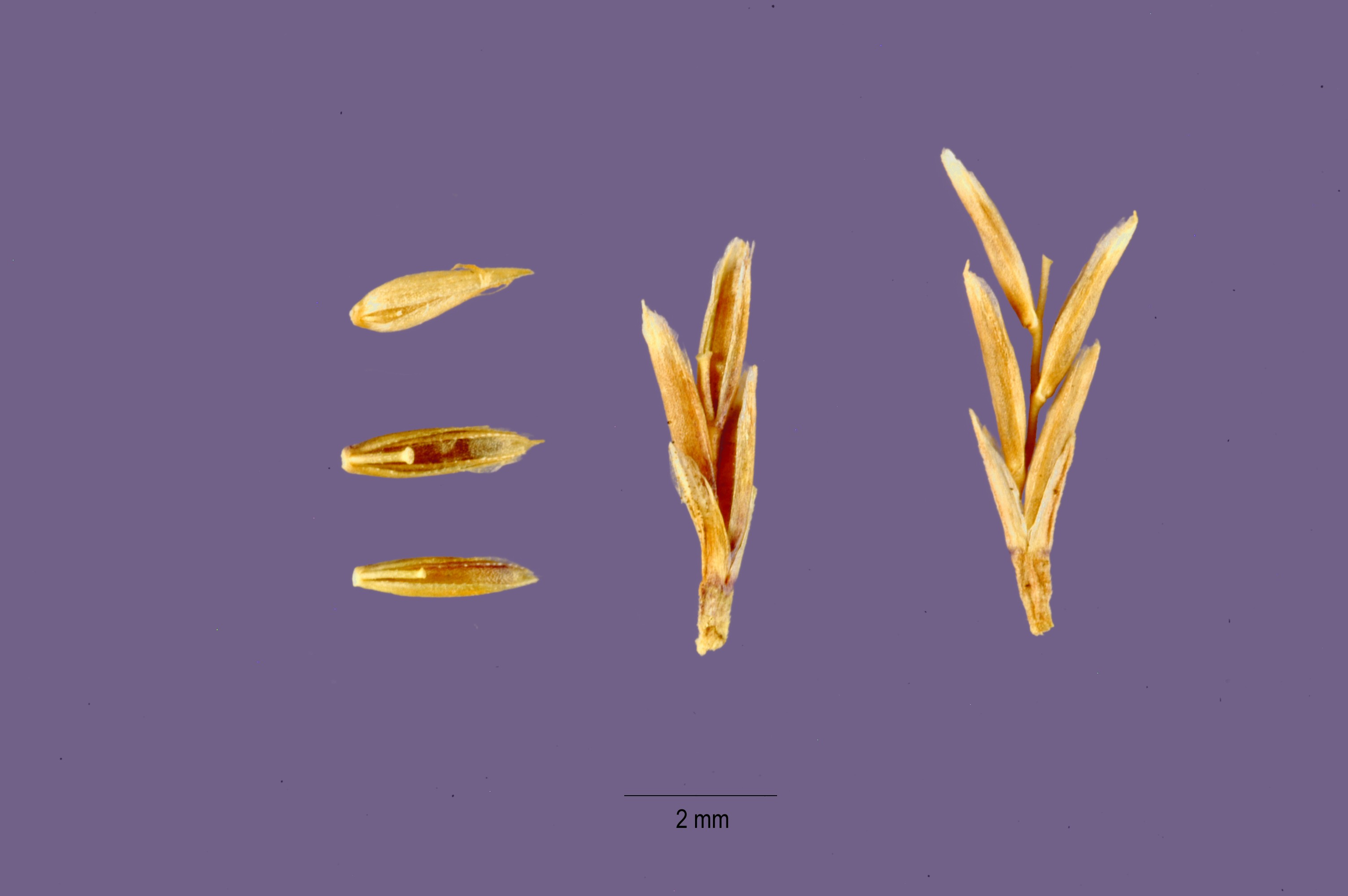
Vruchten en aartjes

Stijf hardgras komt voor in de duinen op kalkrijke stenige plaatsen en in straten.